# Drapetis savaiiensis
Drapetis savaiiensis är en tvåvingeart som beskrevs av Collin 1929. Drapetis savaiiensis ingår i släktet Drapetis och familjen puckeldansflugor. Inga underarter finns listade i Catalogue of Life.